# Ernest Terreau
Ernest Terreau (* 31. Mai 1908 in Auxy; † 19. Februar 1983 in Paris) war ein französischer Radrennfahrer.
Ernest Terreau war von 1932 bis 1943 Profi. In seinem ersten Profijahr gewann er das Critérium des As sowie den Circuit de Saône-et-Loire, 1935 und 1936 gewann er das Critérium erneut. 1932 siegte er im Circuit de l’Allier.
1937, 1941 und 1943 wurde er französischer Meister der Steher. 1937 belegte er bei den Bahn-Weltmeisterschaften in Ordrup bei Kopenhagen den zweiten Platz bei den Profi-Stehern hinter dem Deutschen Walter Lohmann.